# Baňa
Baňa é um município da Eslováquia, situado no distrito de Stropkov, na região de Prešov. Tem 1,91 km² de área e sua população em 2018 foi estimada em 187 habitantes.

## Demografia
| Ano:        | 1994 | 2004   | 2014   | 2024    |
| ----------- | ---- | ------ | ------ | ------- |
| Broj ljudi: | 202  | 192    | 181    | 202     |
| Razlika:    |      | -4,95% | -5,72% | +11,60% |

| Ano:               | 2023 | 2024   |
| ------------------ | ---- | ------ |
| Número de pessoas: | 198  | 202    |
| Diferença:         |      | +2,02% |